# Bouclette
Bouclette è un film muto del 1918 diretto da René Hervil e Louis Mercanton

## Produzione
In Francia, il film è conosciuto anche con il titolo alternativo L'Ange de minuit.

## Distribuzione
Il film uscì nelle sale cinematografiche francesi il 23 dicembre 1918. Uscì anche in Portogallo il 16 agosto 1920 con il titolo Bouchelette.